# 立陶宛的俄罗斯人
据立陶宛當局估计，2015年立陶宛的俄罗斯人有14万人，占立陶宛总人口的4.8%。

## 历史

### 俄羅斯帝国时代
中世纪末期，第一批俄罗斯商人和工匠开始长居于数个立陶宛城镇，此即鲁塞尼亚人定居立陶宛本部的历史之开端。17世纪末，又有很多俄国旧礼仪派教徒为躲避国内的宗教迫害而定居立陶宛东部。
18世纪末，俄普奥三国瓜分波兰立陶宛联邦期间，立陶宛被俄罗斯帝国吞并，迎来了数量更多的第二批俄国移民。在俄国人的统治下，立陶宛地区的权力依旧主要归属于立陶宛贵族，亦有俄国人定居于维尔纽斯和考纳斯等城市，部分行政职位被俄罗斯人所占据。1863年的一月起义过后，一些位于波兰的属于当地贵族的地产遭没收，并被移交给俄国官员。在移民立陶宛的俄国人中，有很多都是军人、海员、商人。

### 苏联时代
如今，立陶宛俄裔人口之大部分都是在苏聯时期移民的俄国人及其后代。1939年《苏德互不侵犯条约》签订后，苏联于1940年占领、吞并立陶宛、拉脱维亚、爱沙尼亚。德国于1941年入侵苏联后，上述三国很快便被德方控制。很多在之前的吞并中抵达立陶宛地区的俄国人——尤其是共产党员——都撤回了蘇聯；而那些落入德国人之手的人则遭到残酷对待，很多都死于非命。
随着战争趋近结束，苏联在1944至1945年间重新佔領波羅的海國家。西方各民主国家并不承认苏联对侵占的领土拥有主权。
战争刚一结束，斯大林就对波罗的海三国实行了大型人口迁移计划。立陶宛迎来了俄罗斯人和少量其他苏联民族移民以及大量驻军人员。很多苏军退伍人员亦选择留在这里，因为这里的生活水平比俄罗斯大多数地方都高。
1953年斯大林死后，安塔纳斯·斯涅奇库斯所领导的立陶宛苏维埃社会主义共和国政府拒绝接受人口再安置政策，他還把立陶宛人安插进党内高层，从而有效地减少了其他蘇聯加盟共和國移民入境数量。但俄羅斯蘇維埃社會主義共和國的移民潮并未完全停止，后来还有更多批次的俄羅斯蘇維埃社會主義共和國工人来到立陶宛参与大型建筑工程，例如发电厂的施工。
苏联于1989年最后一次进行的人口普查结果显示，立陶宛有9.4%的人口是俄罗斯裔，其他苏联民族人口亦占据了几个百分点。

### 立陶宛獨立後
生活在立陶宛的俄罗斯人主要居住在城市地区。在维尔纽斯，13%的城市人口是俄裔，在克莱佩达，这一比例则达到了28%。但考纳斯的俄裔人口仅占全城人口的4.4%。維薩吉納斯是专门为伊格纳利纳核电站工人所建的城镇，因此俄裔人口占全城人口之大部（56%）。